# Segunda Guerra Civil da Libéria
A Segunda Guerra Civil da Libéria começou em 1999 quando um grupo rebelde, com o respaldo do governo da Guiné, o Liberianos Unidos pela Reconciliação e Democracia (LURD), emergiu no norte da Libéria. No início de 2003, um segundo grupo de rebeldes, o Movimento para a Democracia na Libéria (Movimento para a Democracia na Libéria), emergiu no sul, e entre junho e julho de 2003, o governo de Charles Ghankay Taylor controlova apenas um terço do país. A capital Monróvia foi sitiada pelo LURD e o bombardeio da cidade, por parte desse grupo, resultou na morte de muitos civis. Milhares de pessoas foram retiradas de suas casas como resultado do conflito.

Combatentes rebeldes liberianos não identificados, incluindo crianças-soldados, durante a Segunda Guerra Civil da Libéria

O presidente Charles Taylor chegou ao poder em 1997 após a vitória na Primeira Guerra Civil da Libéria, que levou a dois anos de paz. Os Liberianos Unificados pela Reconciliação e Democracia (LURD), um grupo rebelde anti-Taylor apoiado pelo governo da Guiné, invadiu o norte da Libéria em abril de 1999. O LURD obteve ganhos graduais contra Taylor no norte e começou a se aproximar da capital Monróvia no início de 2002. O Movimento para a Democracia na Libéria (MODEL), um segundo grupo rebelde anti-Taylor, invadiu o sul da Libéria no início de 2003 e rapidamente conquistou a maior parte do sul. Taylor, controlando apenas um terço da Libéria e sob pressão do cerco de Monróvia, renunciou em agosto de 2003 e fugiu para a Nigéria. O Acordo de Paz Abrangente de Acra foi assinado pelas partes em conflito uma semana depois, marcando o fim político do conflito e iniciando a transição da Libéria para a democracia. O Governo Nacional de Transição liderado pelo presidente interino Gyude Bryant governou o país até as eleições gerais de 2005.
A Segunda Guerra Civil da Libéria resultou na morte de mais de 50.000 pessoas e no deslocamento interno de milhares mais. O conflito viu o uso generalizado de crianças-soldados por Taylor e LURD. A Missão das Nações Unidas na Libéria foi implantada no país até ser oficialmente retirada em 2018.

## Crianças-soldados

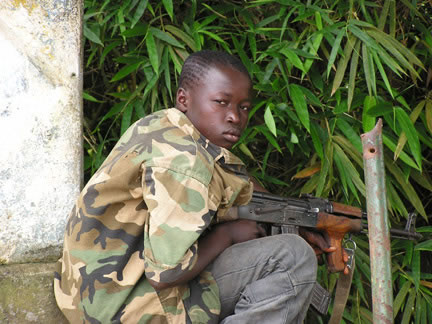
Criança-soldado da LURD

Tanto o LURD quanto Charles Taylor fizeram uso extensivo da população infantil agrupada não militar como soldados ou portadores de munição. O uso de crianças-soldados foi prolífico em ambos os lados, independentemente das proibições da prática na Convenção de Genebra. Observadores da Human Rights Watch acreditam que o cerco de Monróvia viu muitos jovens combatentes atirando em "brinquedos brilhantes" que não estavam acostumados a usar.

Assim, as drogas tornaram-se parte integrante da cultura liberiana em tempos de guerra. As crianças-soldados e outros combatentes eram habitualmente viciados em cocaína, e outras drogas como meio de controle. Vários senhores da guerra sentiram que a cocaína tornava os soldados mais eficazes na batalha.